# Naruto (Tokushima)
Naruto (鳴門市, Naruto-shi?) è una città del Giappone nella Prefettura di Tokushima, isola di Shikoku, Giappone.
La città è stata fondata il 15 marzo 1947.
Una delle famose attrazioni della città sono i vortici di Naruto fra Naruto e l'isola di Awaji.
Ryōzenji e Gokurakuji, i primi due templi su ottantotto del pellegrinaggio di Shikoku, sono situati in questa città.

## Amministrazione

### Gemellaggi
La città è gemellata con:
- Luneburgo, Germania